# انتخابات ریاست‌جمهوری ایالات متحده آمریکا (۱۸۲۸)
انتخابات ریاست جمهوری ایالات متحده آمریکا سال ۱۸۲۸ یازدهمین انتخابات ریاست‌جمهوری ایالات متحده آمریکا بود که از روز جمعه، ۳۱ اکتبر تا تاریخ ۲ دسامبر ۱۸۲۸ برگزار شد. در این دوره از انتخابات ریاست جمهوری، جان کوئینسی آدامز از حزب جمهوری‌خواه ملی و بعنوان رئیس‌جمهور ایالات متحده آمریکا، در برابر اندرو جکسون از حزب دموکرات قرار گرفت. برخلاف انتخابات چهار سال قبل، این‌بار جکسون موفق به پیروزی در برابر آدامز شد و این موجب تسلط و نفوذ حزب دموکرات بر امور کشور شد. آدامز پس از پدرش دومین فردی بود که در دورهٔ دوم انتخاباتی خود شکست خورد.

## نتایج
رای‌گیری الکترال در روز ۳۱ اکتبر ۱۸۲۸ از ایالات اوهایو و پنسیلوانیا آغاز شد و در تاریخ ۱۳ نوامبر در کارولینای شمالی به پایان رسید و نتایج در روز سوم دسامبر اعلام شدند.
آدامز دقیقاً رای همان ایالاتی را برد که پدرش ۲۸ سال پیش موفق به بردن آنها در ریاست‌جمهوری ایالات متحده آمریکا در سال ۱۸۰۰ شده بود: نیو انگلند، نیوجرسی و دلاویر. جکسون نیز موفق به دریافت رای تمامی ایالات بجز سه ایالت نام برده شد و قاطعانه و با اختلاف نسبتاً زیادی (هم در رای مردمی و هم در رای الکترال) توانست آدامز را شکست دهد و مقام رئیس‌جمهوری ایالات متحده را به دست بگیرد.
| نامزد             | حزب                | رای مردمی | رای مردمی | رای الکترال |
| نامزد             | حزب                | تعداد     | درصد      | رای الکترال |
| ----------------- | ------------------ | --------- | --------- | ----------- |
| اندرو جکسون       | حزب دموکرات        | ۶۴۲۵۵۳    | ۵۶٪       | ۱۷۸         |
| جان کوئینسی آدامز | حزب جمهوری‌خواه ملی | ۵۰۰۸۹۷    | ۴۳٫۶٪     | ۸۳          |
| مجموع             | مجموع              | ۱۱۴۳۴۵۰   | ۹۹٫۶٪     | ۲۶۱         |

تعداد رای‌های الکترال مورد نیاز برای انتخاب رئیس‌جمهور از سوی مجمع گزینندگان ۱۳۱ بود و بنابراین اندرو جکسون که موفق به کسب ۱۷۸ رای شده بود، هفتمین رئیس‌جمهور ایالات متحدهٔ آمریکا نامیده شد.